# Δ³-carene
Il Δ³-carene (o delta-3-carene) è un monoterpene biciclico e costituisce uno dei componenti della trementina. 
Ha un odore dolce e pungente. Non è solubile in acqua, ma miscibile con oli e grassi.
L'olio essenziale dell'arancia dolce viene spesso utilizzato per sofisticare molti altri oli essenziali agrumari. La presenza del delta-3-carene, naturalmente presente nell'essenza di arancia dolce, spesso è rivelatrice di questa sofisticazione.